# Новоольховский
Новоольхо́вский — хутор в Куйбышевском районе Ростовской области. 
Входит в состав Куйбышевского сельского поселения. 

## География
Расположен на реке Ольховчик, последний населённый пункт перед её впадением в Миус.

## Население
| 2010 |
| ---- |
| 54   |

По данным переписи 1926 года по Северо-Кавказскому краю, на хуторе числилось 16 хозяйств и 117 жителей (55 мужчин и 62 женщины), из которых все 117 — украинцы.

## Улицы
На хуторе имеется одна улица: Лесная.